# Іжемський район
Іже́мський район (рос. Ижемский район, комі Изьва район) — адміністративна одиниця Республіки Комі Російської Федерації.
Адміністративний центр — село Іжма.

## Історія
Район був утворений 15 липня 1929 року як Іжмо-Печорський на території колишнього Іжмо-Печорського повіту Автономної області Комі (Зирян) Північного краю. 5 березня 1936 року Іжемський район увійшов до складу новоутвореного Печорського округу у складі автономної області. 5 грудня 1936 року Автономна область Комі (Зирян) була перетворена у Комі АРСР. Одночасно вона вийшла зі складу Північного краю, а 9 жовтня 1941 року був ліквідований Печорський округ, райони якого перейшли у безпосереднє республіканське підпорядкування.
2 березня 1959 року Гамська сільрада приєднана до складу Мохченської сільради, Бакуринська сільрада — до складу Сізябської сільради. 18 серпня 1959 року присілок Пільєгор передано зі складу Щельяюрської сільради до складу Няшабозької сільради.
18 січня 1961 року ліквідовано Мош'юзьку сільраду — населені пункти Мош'юга та Щель передані до складу Мохченської сільради, населені пункти Том, Койю та Картаєль утворили Картаєльську сільраду. 26 квітня 1962 року селище Щельяюр отримало статус селища міського типу. 28 жовтня 1963 року ліквідовано селище Вой-Вож Іжемської сільради, 10 червня 1965 року — селище Нирос Іжемської сільради. 30 липня 1965 року засновано селище Міждуріч'є Картаєльської сільради. 30 березня 1966 року ліквідовано селище Лямчина Сізябської сільради.
23 вересня 1975 року ліквідовано селище Бабин-Шар Кельчиюрської сільради, село Чаркаювом Кіпієвської сільради.
19 листопада 1991 року присілок Константиновка Сізябської сільради передано до складу Іжемської сільради. 17 листопада 1992 року ліквідовано селище Міждуріч'є Картайольської сільради. 10 січня 1995 року селище міського типу Щельяюр отримало статус селища. 1 червня 1995 року утворено Щельяюрську сільраду у складі селища Щельяюр.

## Населення
Населення району становить 17129 осіб (2019; 18771 у 2010, 21511 у 2002, 23149 у 1989).
Національний склад (станом на 2010 рік):
- комі — 16621 особа (88,55 %)
- росіяни — 1810 осіб (9,64 %)
- українці — 124 особи (0,66 %)
- білоруси — 23 особи (0,12 %)
- татари — 11 осіб (0,06 %)
- чуваші — 11 осіб (0,06 %)
- німці — 6 осіб (0,03 %)
- інші — 165 осіб

## Адміністративно-територіальний поділ
На території району 10 сільських поселень:
| Поселення                        | Площа, км² | Населення, осіб (1989) | Населення, осіб (2002) | Населення, осіб (2010) | Населення, осіб (2019) | Центр       | Населені пункти |
| -------------------------------- | ---------- | ---------------------- | ---------------------- | ---------------------- | ---------------------- | ----------- | --------------- |
| Брикаланське сільське поселення  | 1394,20    | 1090                   | 1083                   | 894                    | 812                    | Брикаланськ | 2               |
| Іжемське сільське поселення      | 3523,21    | 4145                   | 4201                   | 4129                   | 4093                   | Іжма        | 3               |
| Кельчиюрське сільське поселення  | 372,10     | 1721                   | 1687                   | 1484                   | 1413                   | Кельчиюр    | 5               |
| Кіпієвське сільське поселення    | 4599,28    | 1282                   | 1190                   | 909                    | 723                    | Кіпієво     | 2               |
| Красноборське сільське поселення | 1120,65    | 2462                   | 2348                   | 2158                   | 1975                   | Краснобор   | 5               |
| Мохченське сільське поселення    | 1360,20    | 2552                   | 2317                   | 1985                   | 1772                   | Мохча       | 5               |
| Няшабозьке сільське поселення    | 1117,53    | 1132                   | 980                    | 710                    | 572                    | Няшабож     | 2               |
| Сізябське сільське поселення     | 885,54     | 2511                   | 2397                   | 2174                   | 2033                   | Сізябськ    | 6               |
| Томське сільське поселення       | 2497,42    | 2132                   | 1757                   | 1394                   | 1103                   | Том         | 3               |
| Щельяюрське сільське поселення   | 1642,58    | 4122                   | 3551                   | 2934                   | 2633                   | Щельяюр     | 1               |

## Найбільші населені пункти
| №  | Населений пункт | Населення, осіб (1989) | Населення, осіб (2002) | Населення, осіб (2010) |
| -- | --------------- | ---------------------- | ---------------------- | ---------------------- |
| 1  | Іжма            | 3 561                  | 3 786                  | 3 753                  |
| 2  | Щельяюр         | 4 122                  | 3 551                  | 2 934                  |
| 3  | Сізябськ        | 1 429                  | 1 329                  | 1 232                  |
| 4  | Мохча           | 1 327                  | 1 204                  | 1 046                  |
| 5  | Кіпієво         | 1 082                  | 1 010                  | 773                    |
| 6  | Том             | 1 104                  | 938                    | 740                    |
| 7  | Краснобор       | 840                    | 684                    | 625                    |
| 8  | Діюр            | 689                    | 700                    | 623                    |
| 9  | Няшабож         | 998                    | 840                    | 614                    |
| 10 | Вертеп          | 554                    | 646                    | 600                    |